# Craspedosis punctulata
Craspedosis punctulata là một loài bướm đêm trong họ Geometridae.